# حصار الكوت
حصار الكوت أو معركة كوت العمارة كانت أحد المعارك الكبرى في الحرب العالمية الأولى. وكان الحصار جزءاً من حملة الرافدين التي جرت أحداثها في العراق. الحملة العسكرية على بلاد ما بين النهرين (Mesopotamian Expeditionary Force) من الإمبراطورية البريطانية (MEF) هزمتها قوات الدولة العثمانية.
الكوت هي مدينة على نهر دجلة، حيث يلاقي قناة شط الحي القديمة. وتقع على بعد 350 كم أعلى النهر من البصرة ونحو 170 كم من بغداد. في 1915 كان يسكنها نحو 6,500 نسمة.

## الحصار
وصلت القوات العثمانية المتعقِّبة في 7 ديسمبر 1915 بقيادة خليل باشا، وبمجرد اتضاح أن الأتراك لديهم من القوة ما يكفي لحصار الكوت، أمر تاونشيند خيالته بالهرب جنوباً بقيادة الكولونل جرارد ليتشمان. بلغ تعداد القوات العثمانية آنذاك بقيادة الوالي العثماني السبع باشا 11,000 رجل وقيادة الجنرال الألماني -المطاع بالرغم من تقدم سنه- بارون فون در كولتس وكان مؤرخاً عسكرياً كذلك. وكان كولتس قد خبر الجيش العثماني جيداً بعد أن قضى 12 عاماً عاملاً على تطويره من 1883 حتى 1895. بعد ثلاث هجمات في ديسمبر، أمر جولتس ببناء استحكامات حصار بمواجهة الكوت. وكما يوليوس قيصر في معركة أليسيا، استعد لهجوم من البصرة عبر دجلة، وقام ببناء مواقع دفاعية أسفل النهر.

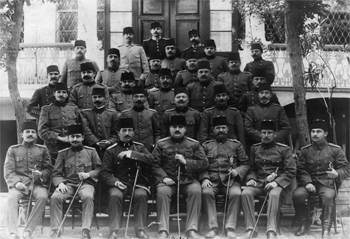
القادة العثمانيون أثناء حصار كوت العمارة.

بعد شهر من الحصار أراد تاونشيند كسر الحصار والانسحاب جنوباً، إلا أن قائده السير جون نيكسون رأى قيمة في شغل الجيش العثماني بالحصار. على أي حال فعندما أبلغ تاونسند -بغير دقة- أن ما تبقى لديه من مؤونة يكفي شهراً واحداً فقط، تم استعجال إرسال قوة إنقاذ على وجه السرعة. ومن غير الواضح لماذا قال تاونشيند ذلك في حين كان لديه مؤونة تكفي لأربعة أشهر (وإن كانت بمستوى منخفض).

### معركة هانا
بعد ذلك جعل العثمانيون معسكرهم من المنحدر من حنا، وهو شريط ضيق من الأراضي الجافة بين نهري دجلة وسويقيا. الخسائر البريطانية في معركة هانا بلغت 2700 قتيل وجريح، والتي كانت كارثية للحامية في الكوت.

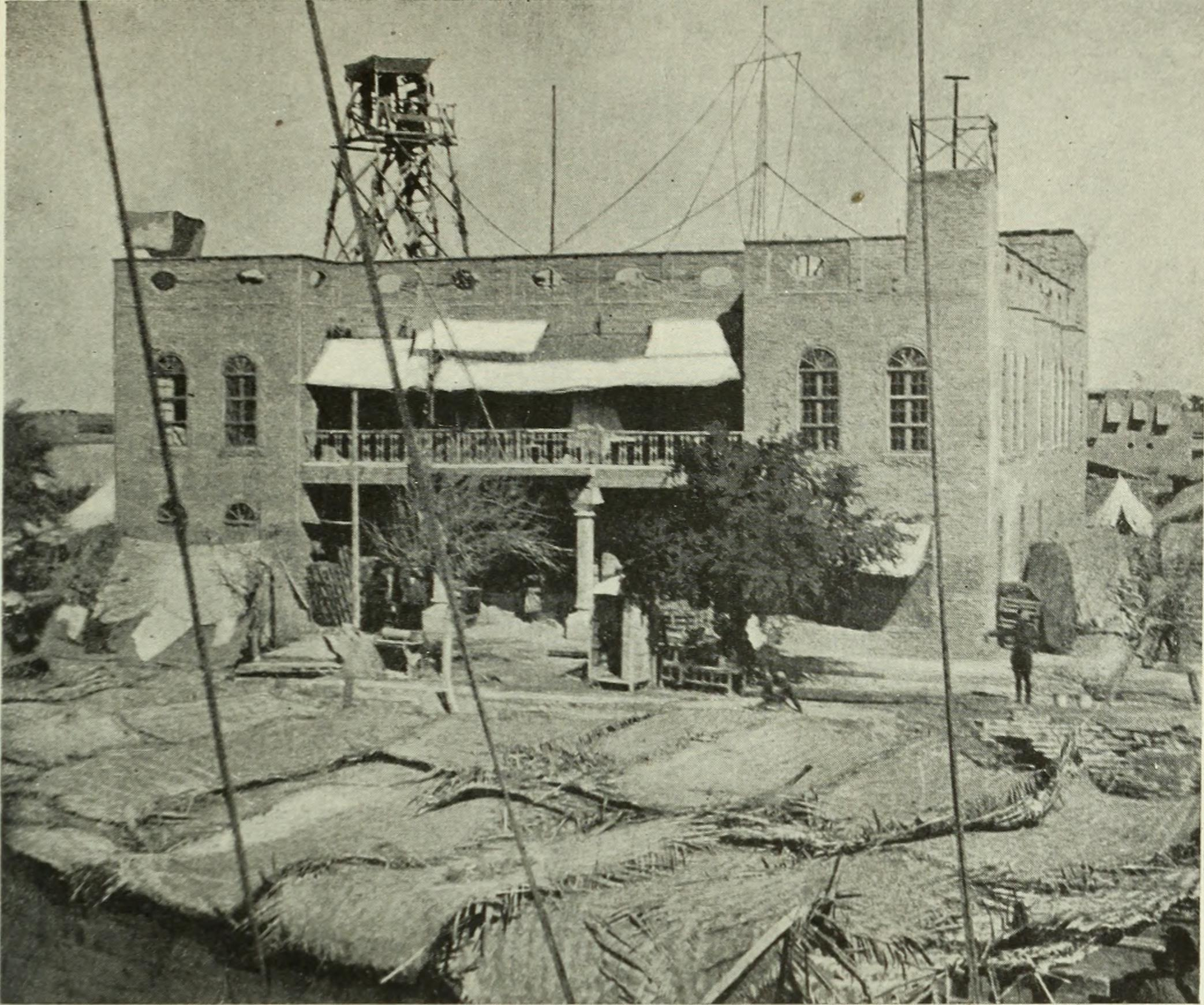
مقر الجيش البريطاني في الكوت

### استسلام الجيش البريطاني

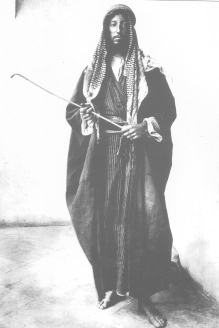
كولونيل جرارد ليتشمان متخفياً في زي بدوي.

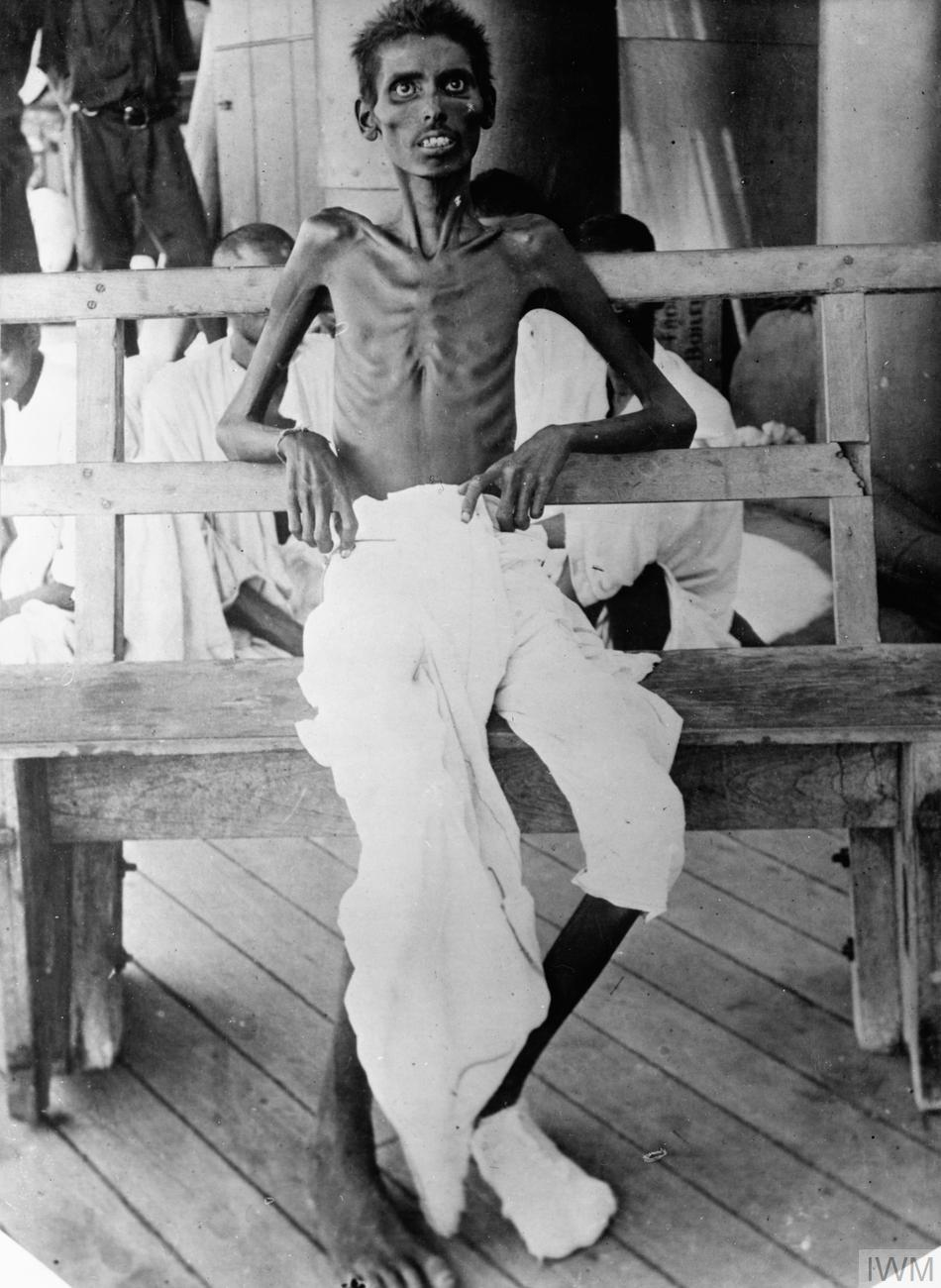
جندي من الجيش الهندي البريطاني مصاب بالهزال أضعفه الجوع أثناء حصار الكوت.

حاول القادة البريطانيون رشوة العثمانيين لفك الحصار. كان أوبري هربرت ولورنس العرب جزءاً من فريق من الضباط أرسل ليتفاوض على صفقة سرية مع الأتراك. عرض البريطانيون 2 مليون جنيه استرليني.

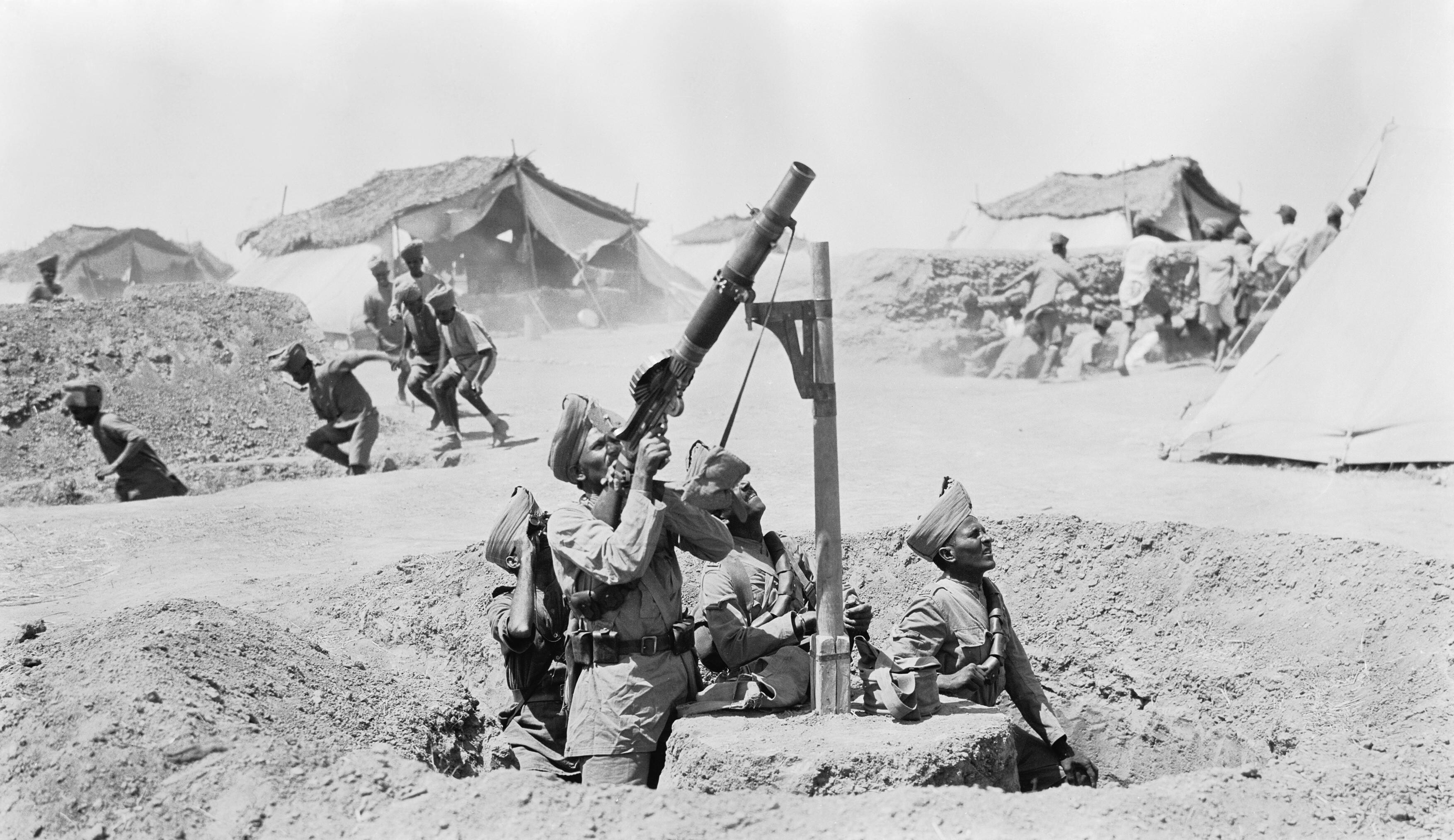
وحدة مضادة للطائرات تتكون من جنود هنود بالجيش البريطاني.

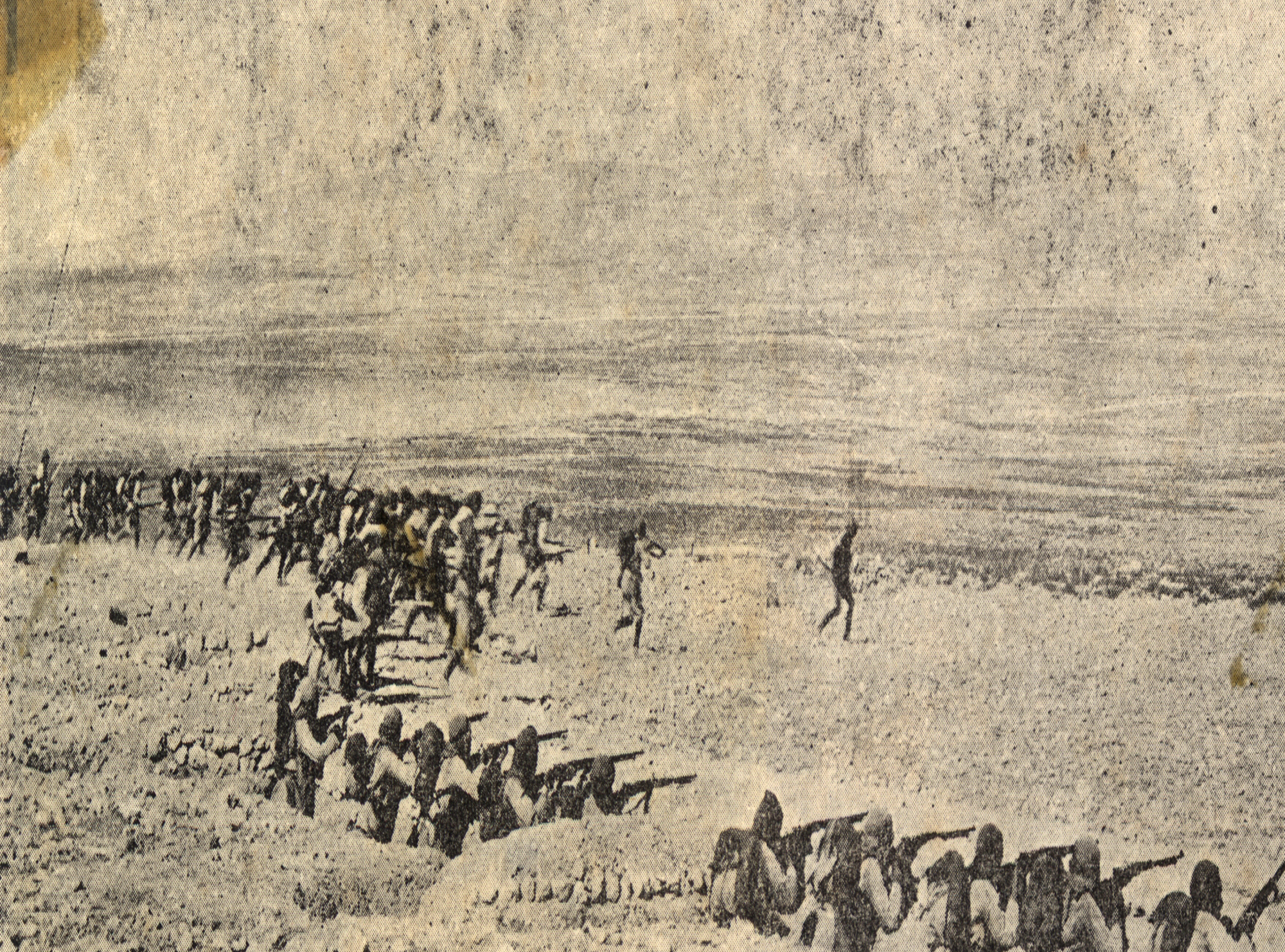
القوات العثمانية أثناء حصار كوت العمارة.

ووعدوا ألا يقاتلوا الأتراك بعدها أبداً مقابل فك حصار قوات تاونسند. أمر أنور باشا برفض ذلك العرض.
طلب البريطانيون المساعدة من الروس. كان الجنرال باراتوڤ وقوته المؤلفة من 20,000 من القوزاق في بلاد فارس آنذاك، فتقدم نحو بغداد في أبريل 1916 إلا أنه عاد أدراجه عندما وصلته أخبار استسلام البريطانيين.

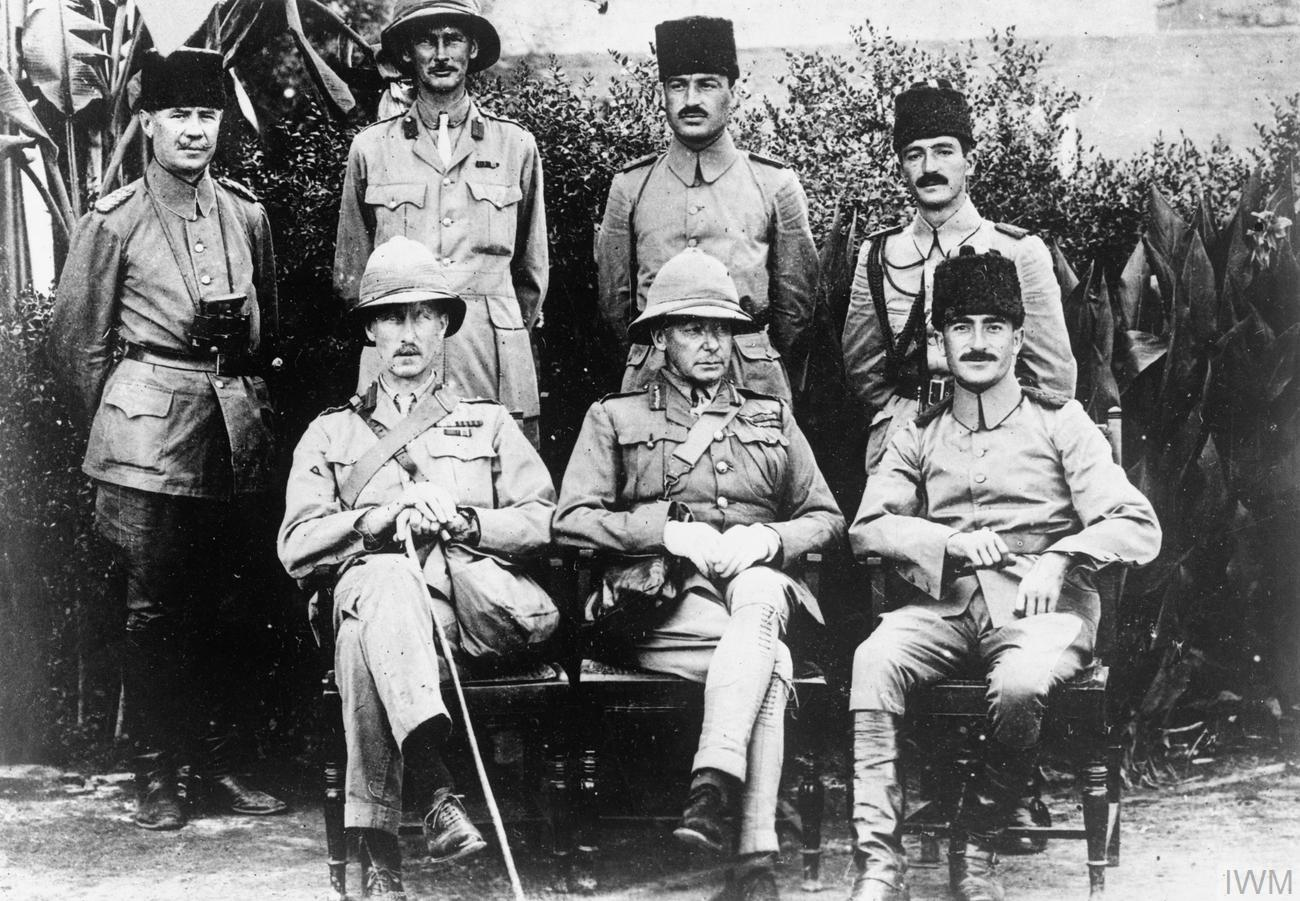
خليل باشا والجنرال تاونشند بعد معركة كوت العمارة والهزيمة المذلة للإنجليز بها. يُلاحظ عدم هزال القادة الانجليز في الصورة.

وصف المؤرخ البريطاني يان موريس فقدان الكوت بأنه «الاستسلام الأكثر شناعة وإذلالا في تاريخ بريطانيا العسكري.»
رتب الجنرال تاونشيند وقفاً لإطلاق النار في يوم 26، وبعد مفاوضات فاشلة استسلم في 29 أبريل 1916 بعد حصار دام 147 يوماً. وقد بقي معه في الحصار على قيد الحياة 13,000 من جنود الحلفاء أصبحوا أسرى. 70% من القوات البريطانية و50% من القوات الهندية ماتوا إما بالأمراض أو على يد الحرس التركي أثناء الأسر. أخذ تاونشيند نفسه إلى جزيرة ملكي في بحر مرمرة، ليبقى هناك طيلة الحرب في حياة رغدة.
وحفاظاً على كرامته الجريحة قرر الجيش البريطاني أن يسمي حصار الكوت «الدفاع عن كوت العمارة».